# Parc et ferme de Mudchute
Mudchute Park and Farm est un grand parc urbain et une ferme de Cubitt Town sur l'île aux Chiens dans le quartier londonien de Tower Hamlets, juste au sud de Canary Wharf. C'est une réserve naturelle locale , et un site d'importance métropolitaine pour la conservation de la nature ,. 
Le nom du site témoigne de l'ingénierie lors de la construction du quai Millwall dans les années 1860. Les déblais provenant de l'excavation du Dock, et le limon de ses canaux et voies navigables ont été déversés sur les terres voisines, à l'aide d'un système de convoyage. 

## Installations
L'association Mudchute est un organisme de bienfaisance enregistré dont l'objectif principal est «la gestion du parc et de la ferme en accordant une attention particulière aux animaux, à la faune, aux visiteurs, aux stagiaires et au personnel. Maintenir la viabilité financière du projet et répondre aux besoins et aux initiatives locales " . 
Le parc couvre désormais 13 hectares et les autorités locales décrivent la ferme comme étant la plus grande ferme urbaine d'Europe . 
La station DLR de Mudchute, du nom du parc, a ouvert ses portes en 1987. Cependant, la gare la plus proche du parc est Crossharbour.

## Histoire
En 1901, la société du port de Londres a décidé qu'elle voulait utiliser ces terrains pour le stockage du bois. Le club de football de Millwall Athletic, qui y jouait, a été contraint de trouver son quatrième terrain sur l'île (ils ont déménagé dans une zone de terrain qui sera plus tard connue sous le nom de Millwall Park). 

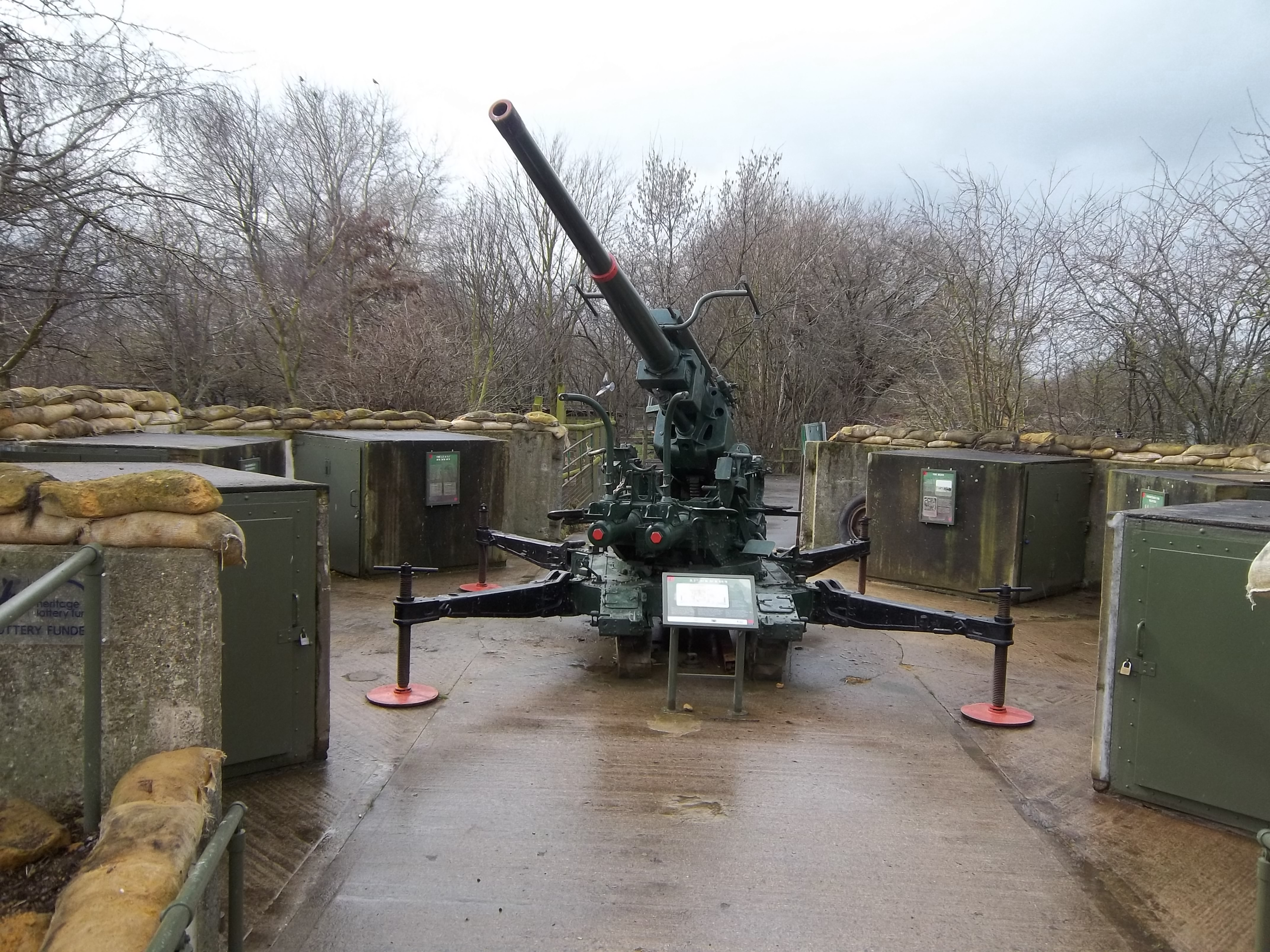
Canon anti-aérien Ack Ack exposé à la ferme

Pendant la Seconde Guerre mondiale, le Transporter Yard a servi de point d'embarquement de la Royal Air Force, et une partie des terres plus élevées a été le site de quatre canons anti-aériens Ack Ack. La batterie du 52 Heavy Anti-Aircraft Regiment, Royal Artillery, était stationnée à Mudchute jusqu'au 26 mars 1941. Ensuite, le 119 Heavy Anti-Aircraft Regiment a occupé le site jusqu'en 1945. Les canons ont été tirés par télécommande en utilisant le radar pour suivre les avions ennemis. Le Blitz a commencé le 7 septembre 1940, et le 8 septembre, le Guardroom, la cantine et les magasins ont été détruits par les mines terrestres, mais il n'y a pas eu de victimes. Pendant le Blitz, 430 personnes ont été tuées sur l'île aux Chiens . 
Après la guerre, le Mudchute est resté la propriété de la Port of London Authority (PLA), mais a été utilisé à des fins diverses: un terrain de football du PLA Sports Club près de l'entrée de Pier St, un énorme hangar à bétail commercial sur le site des bâtiments de ferme ultérieurs, des lotissements et une grande aire de jeux pour les enfants des communautés de l'Isle. 

Lorsque, au début des années 1970, la PLA a réalisé que les Docks de Millwall fermeraient dans un avenir proche, elle a négocié avec le GLC (Greater London Council) pour leur transférer le terrain de Mudchute pour y construire des logements. Cependant, l'Association of Island Communities a lancé une campagne réussie pour s'assurer que la terre devienne un espace public ouvert. Une association nouvellement formée, Mudchute Association, a loué le terrain (à l'exception du terrain loué à Asda pour l'un de ses supermarchés) de Tower Hamlets Borough Council, et une ferme et un jardin ont été créés en 1977. 

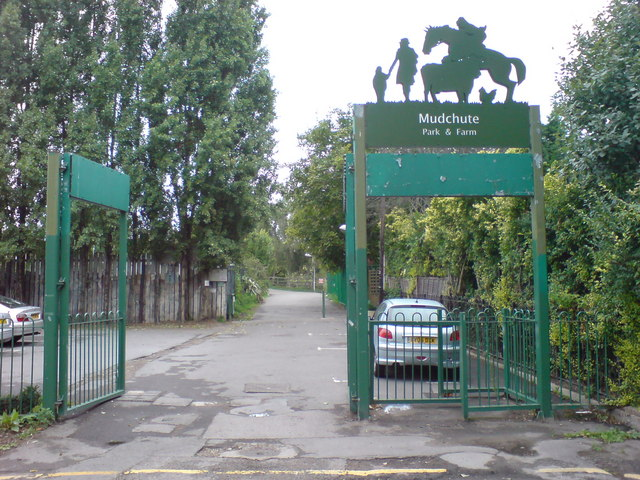
Entrée
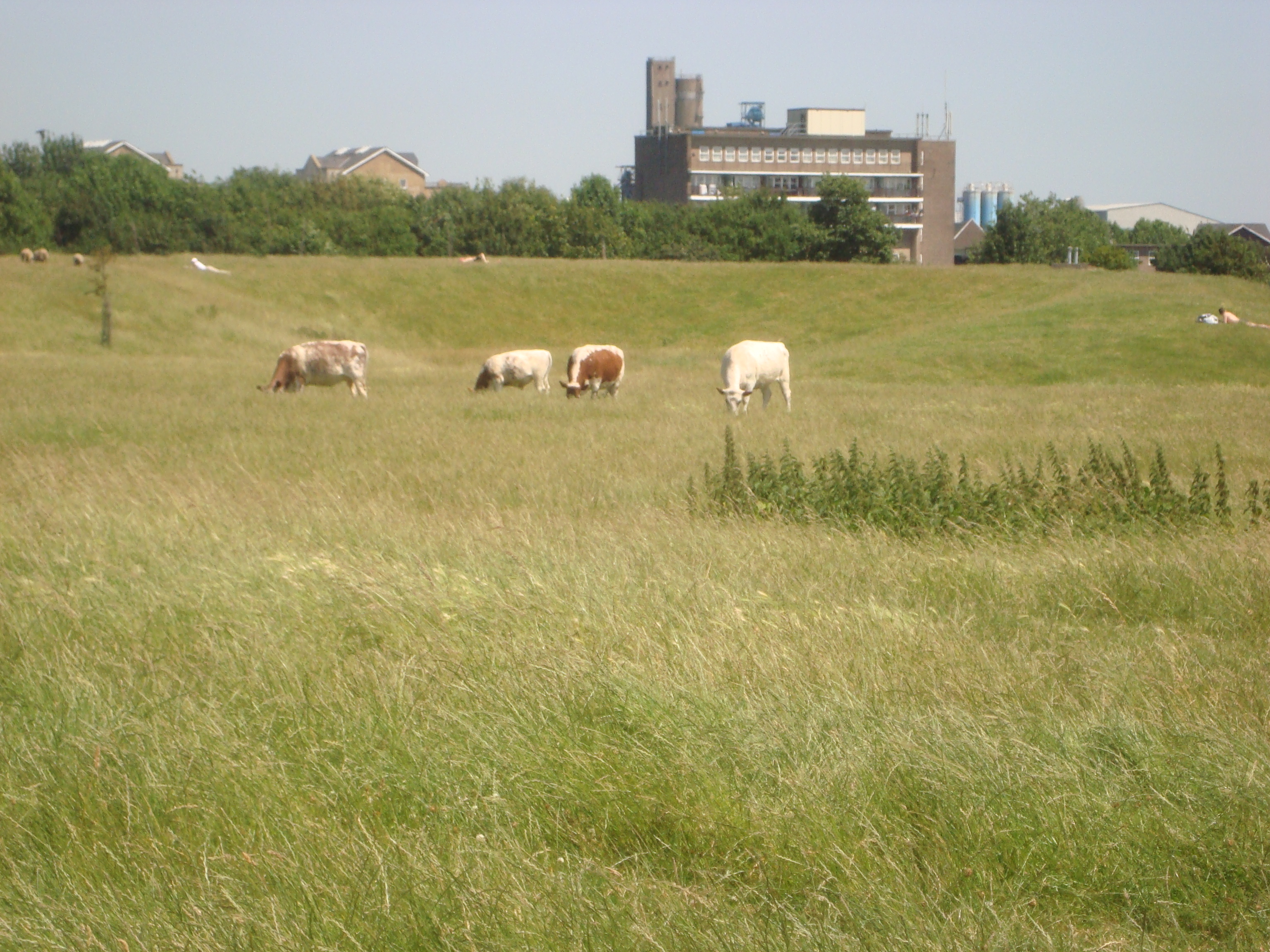
Vaches
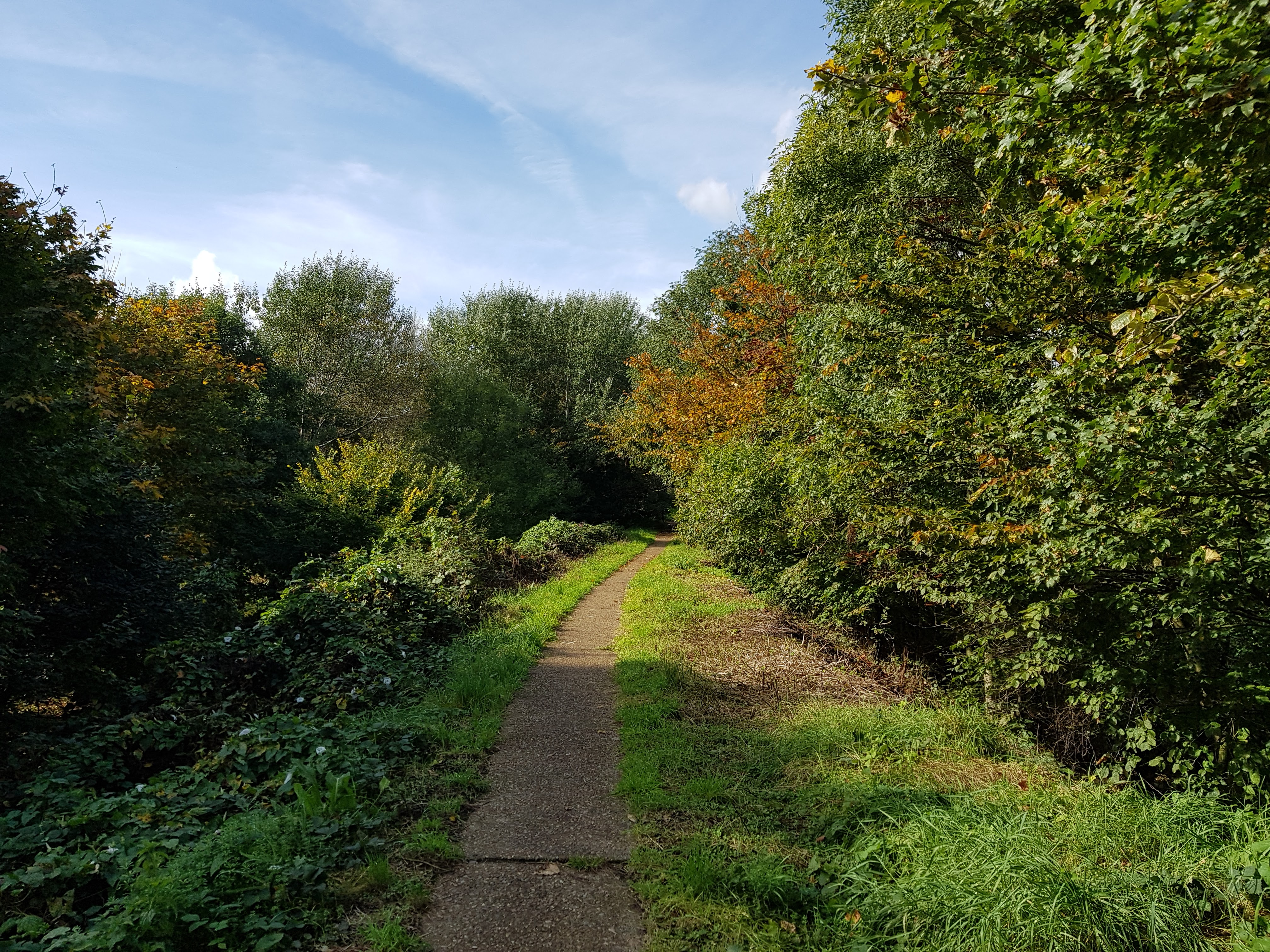
Allée du parc
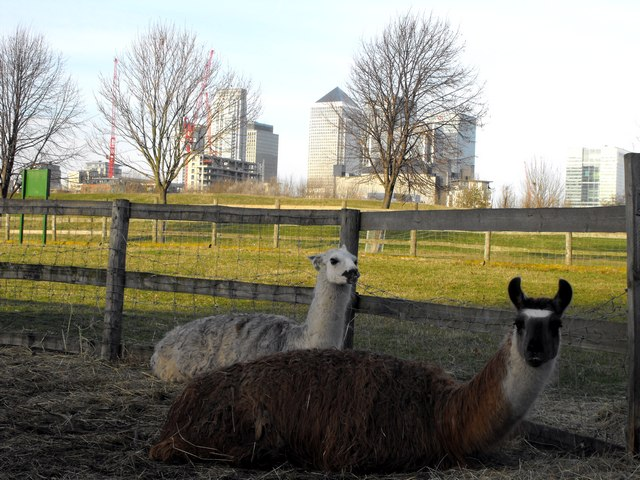
Lamas
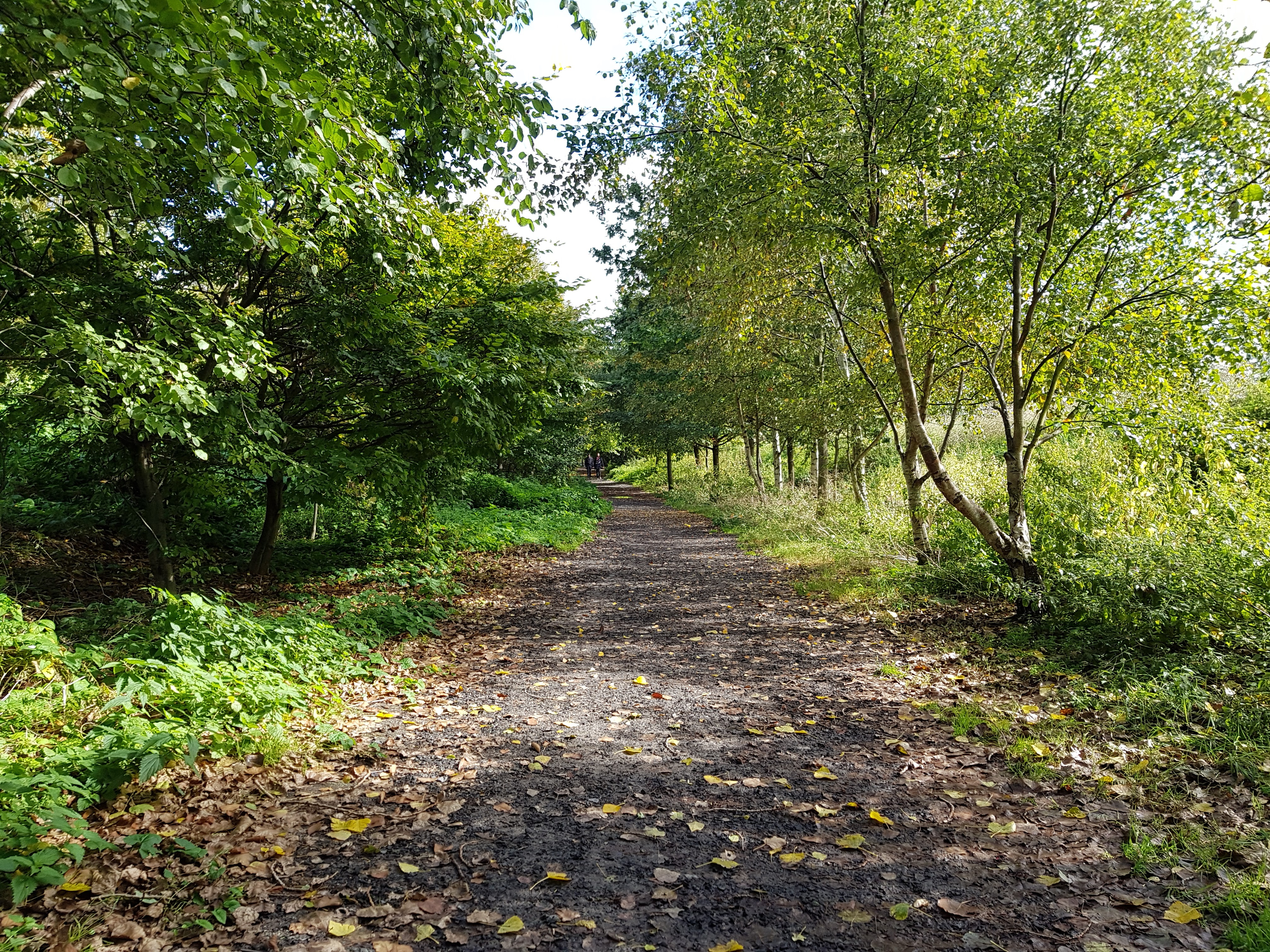
Parc